# Nida (ciudad romana)
Nida era el lugar principal de la Civitas Taunensium en la provincia Germania superior del Imperio romano. En la actualidad, su emplazamiento se ubica dentro de la ciudad de Fráncfort del Meno.

## Historia
A partir de 75 d. C. los romanos construyeron varios fuertes (castra). La fundación de la civitas Taunensium se efectuó alrededor de 110 d. C., después de la retirada del ejército. El sobrenombre Ulpia que se ha encontrado en un solo miliario viene del emperador Trajano. Si se toma en cuenta este testimonio, la civitas Taunensium fue instaurada antes de 117 d. C. La ampliación del asentamiento fue terminada principalmente a comienzos del siglo III con la construcción de las murallas de la ciudad.

## Asentamiento civil
|                               |
| La inscripción de dendróforos |

|               |
| Umbral romano |

|              |
| Horno romano |

|             |
| Pozo romano |

### Sótano de dendróforos
En el muro de un sótano en el oeste del antiguo Nida se halló la siguiente inscripción en un muro que decía: Salvati Aug(ugstae) dendrophori Aug(ustales) consitentes Med(...) it(em)q(ue) Nidae scolam de suo fecerunt loc(o) adsic(nato) A vic(anis) Nide(nsibus) (Para el beneficio del emperador. Los dendróforos y los sacerdotes del culto imperial con sede en MED ... y NIDA construyeron la casa de reunión de sus propios recursos en el terreno que fue asignado a ellos por los ciudadanos de Nida). 
El original se encuentra en el museo arqueológico en el antiguo convento del Carmen de Fráncfort. En el aula se exhiben los hallazgos de Nida. Este documento que se llama inscripción de dendróforos demuestra la presencia de los cultos de la Magna Mater y de Cibeles.

## Enlaces
- Wikimedia Commons alberga una categoría multimedia sobre Nida.